# Pervomaïské
Pour les articles homonymes, voir Pervomaïsk.
Pervomaïské (ukrainien : Первомайське; russe : Первомайское; tatar de Crimée : Curçı) (jusqu'à 1944, Curçı ukrainien : Джурчі) est une  commune urbaine de Crimée annexée depuis mars 2014 par la Russie. C'est également le centre administratif du Raïon de Pervomaïské

## Géographie
Pervomaïské est située dans la steppe de la Crimée, à 97 km au nord de Simferopol et à 25 km de la gare de Voïnka.